# ツラミ
ツラミは、食用に処理されたウシの肉の内で頬から製造されたものである。頬肉 (ほほにく)、チークミート (英: Cheek meat)ともいう。